# ضرعاء كثيرة الأشواك
ضرعاء كثيرة الأشواك أو ضرعاء شوكاء (الاسم العلمي:Mammillaria spinosissima) وتسمى أيضاً صبار المدبسة الشوكي (بالإنجليزية: spiny pincushion cactus)‏ هي نوع من النباتات الذي يتبع جنس الضرعاء من الفصيلة الصبارية.
متوطنة بالمكسيك. و يعد هذا النوع كنباتات زينة، حيث توجد عديد المستنبتات النباتية.

## معرض صور

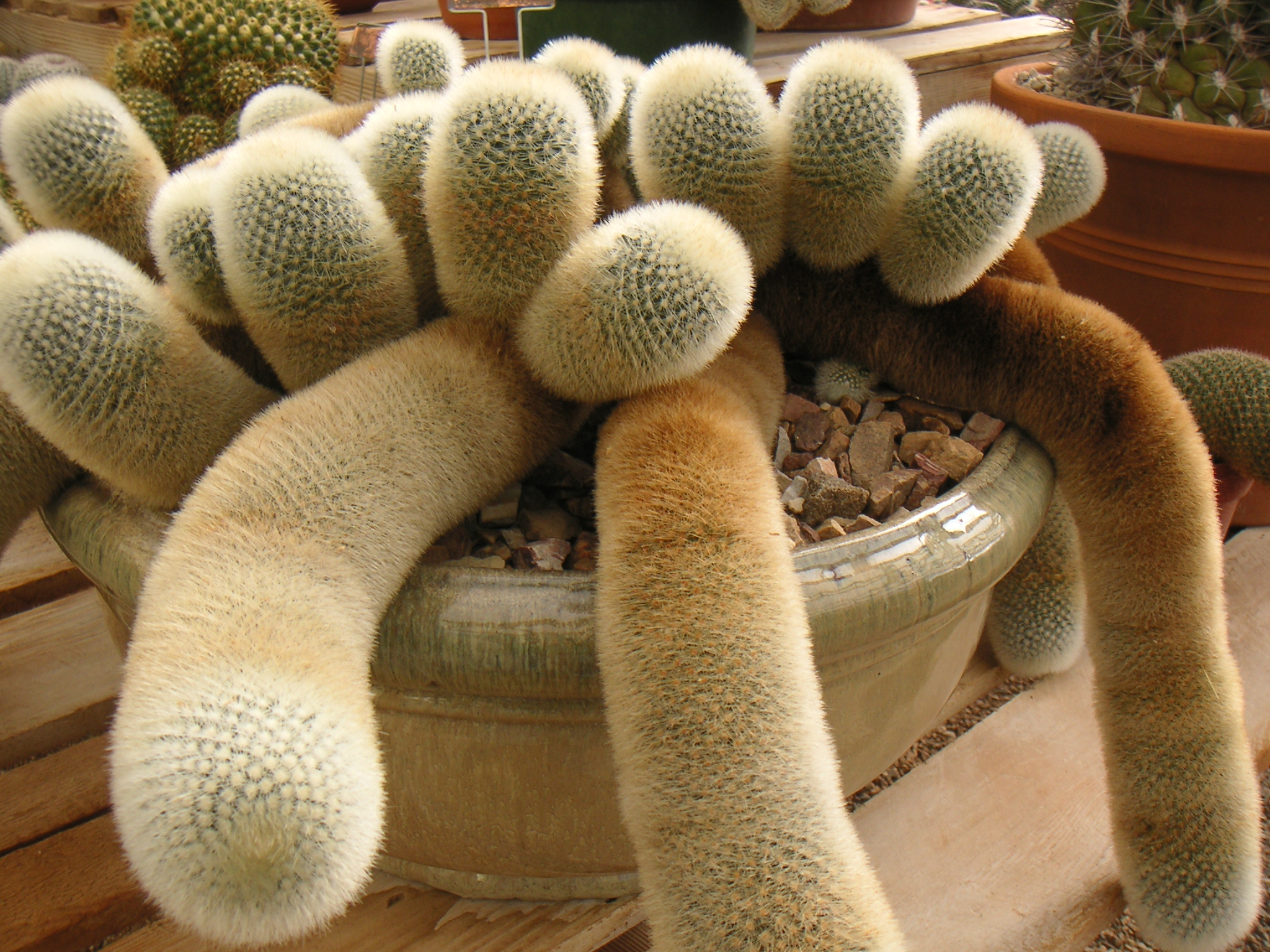
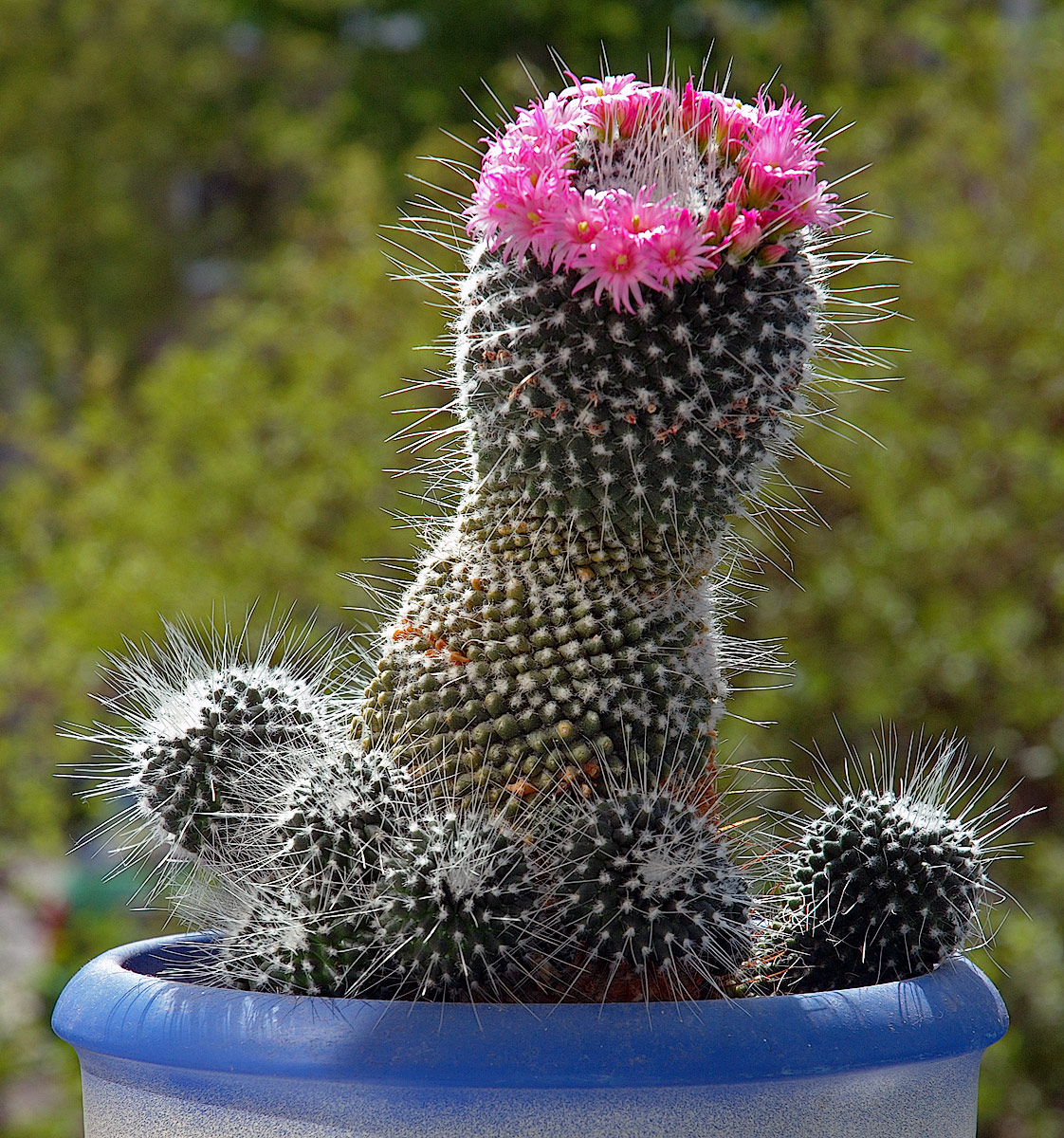
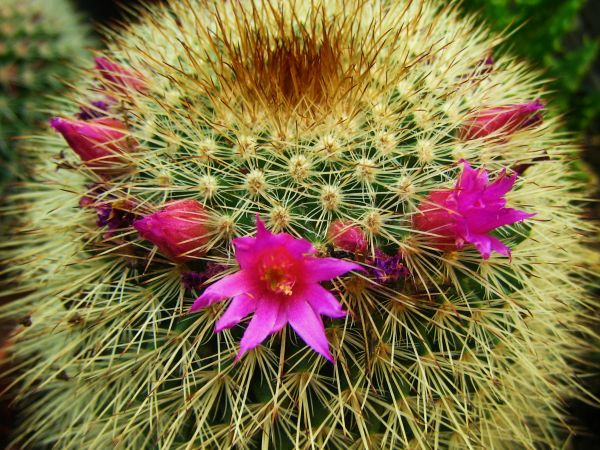
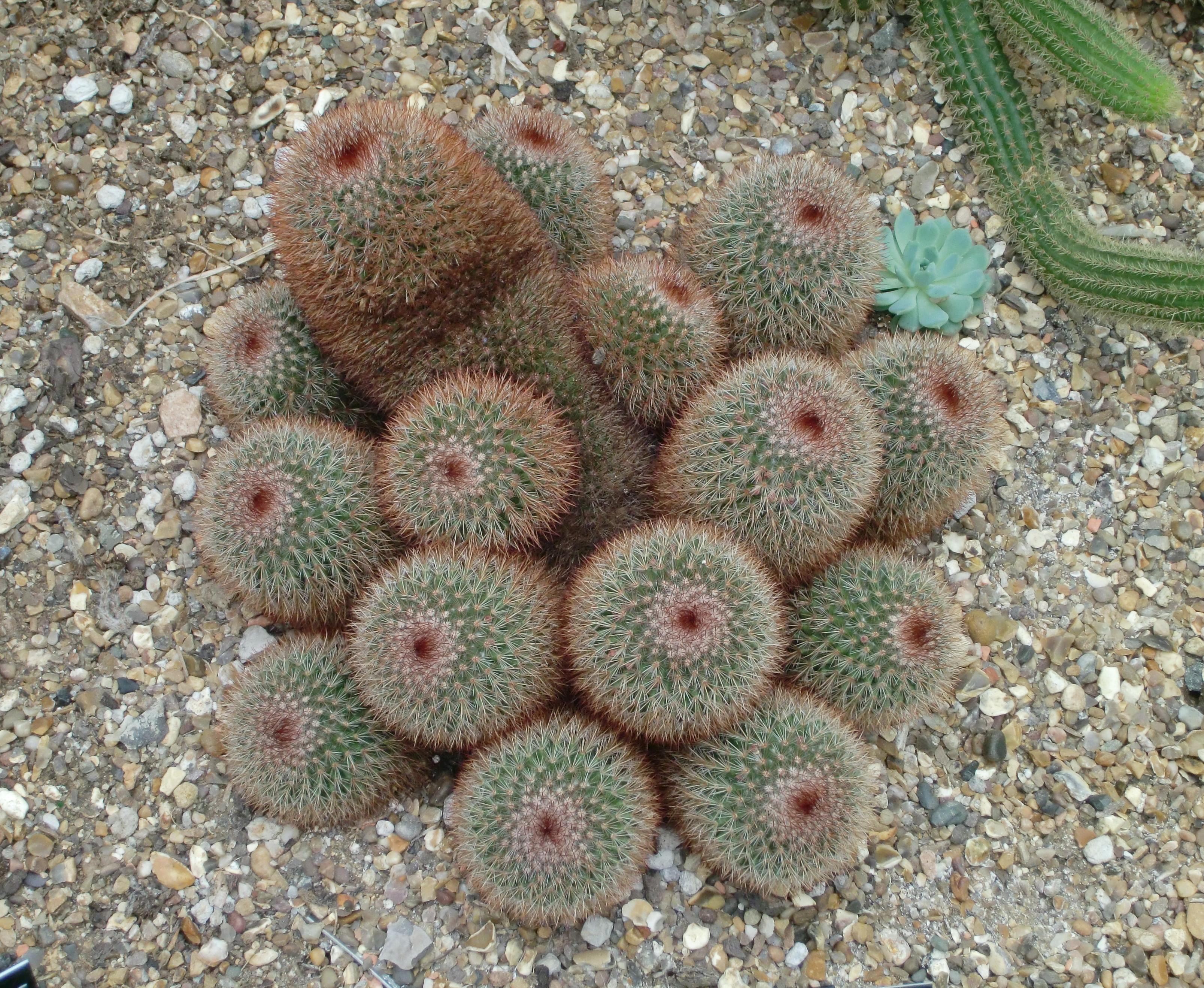